# مارکو سالمن
مارکو سالمن (انگلیسی: Marco Zallmann؛ زادهٔ ۱۷ نوامبر ۱۹۶۷) بازیکن فوتبال اهل آلمان است.
از باشگاه‌هایی که در آن بازی کرده‌است می‌توان به باشگاه فوتبال هانزا روستوک اشاره کرد.